# Loriots Tagebuch
Loriots Tagebuch ist eine Sammlung von Collagen des deutschen Humoristen Loriot, die von 1968 bis 1970 unter diesem Titel als Serie in der Illustrierten Quick erschienen. Die über 100 Folgen verbinden Fotografien bekannter Persönlichkeiten mit Zeichnungen von Loriot. Teile dieser Folgen erschienen in mehreren Buchausgaben.

## Inhalt
Jede Folge von Loriots Tagebuch besteht aus einer ganzseitigen Collage, bei der Loriot eine seiner Zeichnungen in ein schwarzweißes Presse- oder Agenturfoto bekannter zeitgenössischer Persönlichkeiten eingebaut hat. Die Zeichnungen zeigen in der Regel die für Loriot typischen Knollennasenmännchen. Zudem ist jede Collage mit einem Untertitel versehen, in dem meist die gezeichneten Figuren zu Wort kommen.
Loriot nutzt bei seinen Collagen den Inhalt der Fotografien geschickt aus. So ergänzte er zum Beispiel ein Foto des französischen Präsidenten Charles de Gaulle, auf dem dieser seinen Mund wie zu einem Kuss spitzt, um einen erschrockenen Knollennasenmann in Abwehrpose. Der Untertext legt dem Mann die Worte „Ich schreie, wenn Sie mich küssen, Herr General“ in den Mund. Mehrfach werden bei diesen zeichnerischen Ergänzungen auch politische oder gesellschaftliche Anspielungen gemacht, die sich auf die dargestellte Person beziehen. Auf einem Foto des CSU-Politikers Franz Josef Strauß ergänzte Loriot beispielsweise ein Teufelchen, das auf Strauß’ Schulter sitzt und ihm ins Ohr flüstert: „Jetzt stehst du auf und sagst folgendes: …“, eine Anspielung auf Strauß’ oft derbe Reden.
Gezeigt werden aber nicht nur Politiker, auch Prominente aus Kunst, Sport und dem Showgeschäft werden in absurde Situationen gebracht. So beugt sich in der ersten Folge von Loriots Tagebuch ein Knollennasenmann zu der französischen Schauspielerin Brigitte Bardot herunter, die barbusig auf einem Holzsteg liegt, und fragt sie: „Ist das hier der Anlegeplatz, Frau Bardot?“ Eine andere Collage zeigt den Künstler Pablo Picasso, der einer mit Hut und Mantel gekleideten Knollennasenfrau mit einem Pinsel durchs Ohr sticht – für den Kunsthistoriker Herwig Guratzsch eine ins Extrem gesteigerte Anspielung auf Picassos als exzentrisch geltenden Umgang mit seinen Modellen.

## Veröffentlichung
Loriot war ab Mai 1954 fest im Verlag Th. Martens & Co. angestellt.  Zunächst erschienen seine Zeichnungen vor allem in der Zeitschrift Weltbild. Ab 1956 verlagerte sich seine Tätigkeit hin zur Quick, seine Arbeit für die Weltbild stellte er 1959 ein und arbeitete ab dann nur noch für die Quick. Die erste Folge von Loriots Tagebuch erschien in der Quick vom 25. September 1968. In den folgenden zwei Jahren war in fast jeder Ausgabe der wöchentlich erscheinenden Zeitschrift eine Folge von Loriots Tagebuch enthalten; die letzte erschien im September 1970. Insgesamt waren es 103 Folgen. Damit ist das Tagebuch gemeinsam mit der Serie Der ganz offene Brief die Quick-Serie von Loriot mit den meisten Einzelfolgen.  Im Februar 1969 erschienen in zwei Quick-Ausgaben statt des Tagebuchs Collagen, die zwar inhaltlich zum Tagebuch gehören, aber mit Ein Mensch, den man nicht vergißt betitelt waren, dem Titel einer zuvor in der Quick erschienenen Serie von Loriot. Sie sind bei den 103 Folgen nicht mitgezählt. Das Tagebuch war Loriots letzte Arbeit für die Quick, sein Vertrag mit Th. Martens & Co. lief zum Ende des Jahres 1970 aus. Danach arbeitete er bis Januar 1978 für den Stern, ehe er seine Arbeit für Zeitschriften, von wenigen Einzelbeiträgen abgesehen, einstellte.
Eine Auswahl von Loriots Tagebuch erschien 1970 in einer „bibliophilen“ Ausgabe in geringer Auflage als 23. Band der Reihe Club der Bibliomanen in Loriots Stammverlag Diogenes. 1974 folgte eine Neuausgabe, die 47 Folgen enthält. 1983 erschien Loriots Großes Tagebuch. Es enthält neben einer erweiterten Auswahl von Loriots Tagebuch auch eine 1978 als Buch publizierte Auswahl von Loriots letzter Zeitschriften-Serie Der Kommentar und fasst damit Loriots zeichnerisches Spätwerk zusammen. In dem Sammelband ist jeder Folge ein Datum zwischen 1958 und 1983 zugeordnet. Das Buch wurde zusammen mit den anderen großformatigen Sammelbänden Loriots Großer Ratgeber, Loriots Heile Welt und Loriots Dramatische Werke als Gesammelte Werke Loriots vertrieben.

## Einordnung
Die Komik der Zeichnungen, die Loriot vor dem Tagebuch in Zeitschriften veröffentlichte, bezog sich meist auf allgemeine und alltägliche Vorgänge. Damit folgte sie seinem mehrfach geäußerten Credo, in einer Demokratie müsse der Normalbürger Ziel der Satire sein, schließlich liege bei ihm ja die Macht. In Loriots Tagebuch tauchten nun erstmals konkrete, bekannte Persönlichkeiten in seinem zeichnerischen Werk auf. Für den Germanisten Stefan Neumann, der über Loriots Leben und Werk promovierte, entwickelte sich diese Hinwendung zu aktuellen Themen aus Loriots Tätigkeit für das Fernsehen, die er im Februar 1967 mit der Moderation von Cartoon begonnen hatte.

## Buch-Ausgaben
- Loriots Tagebuch (= Club der Bibliomanen. Band 23). Diogenes, Zürich 1970.
- Loriots Tagebuch. Diogenes, Zürich 1974, ISBN 3-257-20114-1.
- Loriots Großes Tagebuch. Diogenes, Zürich 1983, ISBN 3-257-01647-6.